# St. Etienne (ciruela)
St. Etienne es una variedad cultivar de ciruelo (Prunus domestica), de las denominadas ciruelas europeas.
Una variedad de ciruela, de fruta muy antigua utilizada tradicionalmente para pasas y en elaboraciones en la cocina, descrita por primera vez en 1866 por Hogg, se cree oriundo de Francia.
Las frutas tienen un tamaño pequeño a medio, color de piel amarillo sonrojado y manchado de rojo en el lado soleado, algunos puntos pequeños, y pulpa de color amarillo, textura tierna, fina, jugosa, y sabor aromático dulce, de calidad moderada, preferentemente para usos culinarios y de pasas.

## Sinonimia
- "Pflaume von St. Etienne",
- "St. Etienne plum".

## Historia
Las ciruelas damascenas/Damas (Prunus domestica subsp. insititia), "Bullaces" (países anglófonos), "Damascerpflaume" (en Alemania), forman un grupo muy antiguo, que ya se cultivaba en tiempos prehistóricos. Por cierto, el inglés 'Damson' no se puede traducir con Damas, allí se llaman "Bullace". Han surgido una gran cantidad de variedades. La damas original es una ciruela azul ovalada de tamaño mediano cubierta de un espesa pruina azul.
La ciruela damascena es una ciruela que se supone originaria de la región de Damasco ("Damas") y que habría sido traída de Oriente Próximo por los cruzados, en la época de las Cruzadas, que tuvieron lugar entre 1095 y 1291. A veces se dice que la ciruela de Damasco habría llegado a Europa en la época de la segunda cruzada (1147-1149).
'St. Etienne' variedad de ciruela, ha sido descrita :  1. Hogg Fruit Man. 381. 1866. 2. Oberdieck Deut. Obst. Sort. 431. 1881. 3. Gard. Chron. 24:187. 1885. 4. Guide Prat. 160, 365. 1895. 5. Can. Exp. Farms Rpt. 480. 1904.

## Características
'St. Etienne' árbol vigoroso, de porte grande con ramas largas y pesadas y hojas grandes, vigor medio fuerte son muy saludables, requieren poco suelo y ubicación de un lugar cálido. Flor blanca, que tiene un tiempo de floración que comienza a partir del 11 de abril con el 10% de floración, para el 15 de abril tiene una floración completa (80%), y para el 23 de abril tiene un 90% de caída de pétalos.
'St. Etienne' tiene una talla de tamaño pequeño a medio (promedio 28.40 g), de forma globular redondeado ovalado, y ligeramente aplanado por el tallo, sutura distinta dividiendo los lados por igual; epidermis tiene una piel fina, tierna, ligeramente astringente, que se separa fácilmente, con abundante pruina azulado violácea, siendo el color de la piel amarillo sonrojado y manchado de rojo en el lado soleado, algunos puntos pequeños; pedúnculo medio (promedio 11.50 mm), algo curvo, pubescente, bien adherido al fruto con la cavidad del pedúnculo estrecha y apenas pronunciada; pulpa de color amarillo, textura tierna, fina, jugosa, y sabor aromático dulce, de calidad moderada, preferentemente para usos culinarios y de pasas.
Hueso no adherido, pequeño, ovalada alargada, turgente, áspera y picada, puntiaguda en la base, roma en el ápice, sutura ventral bastante ancha, superficialmente surcada, roma, sutura dorsal con un surco ancho y poco profundo.
Su tiempo de recogida de cosecha es temprano, se inicia en su maduración en la segunda quincena de julio.

## Progenie
'St. Etienne' es el "Parental Madre" de la nueva variedad de ciruela 'Early Rivers'.

## Usos
Debido a su sabor bastante insulso es de poco valor como ciruela fresca de postre, pero una excelente variedad culinaria, y especialmente indicada como ciruela pasa y en conservas.